# 十河信二
十河信二（日语：／ Sogō Shinji，1884年4月14日—1981年10月3日），日本政治人物和鐵路官員、西條市榮譽市民。曾任愛媛縣西條市第二任市長（任期1945年－1946年）、日本國有鐵道第四任總裁（任期1955年－1963年），被譽為「新幹線之父」。

## 生平
十河信二生於愛媛縣新居郡，在東京帝國大學法律系畢業，畢業後加入鐵道省工作。1923年東京大地震後，他被調至帝都復興院任職，並受到當時總裁後藤新平的影響；1926年他成為南满铁道株式会社的理事，意識到鐵路運輸對經濟發展的重要性。戰後，十河信二曾先後擔任西條市市長（1945年7月－1946年4月）和鐵道弘濟會會長。1955年，他接任因紫雲丸事故辭職的長崎惣之助，成為日本國有鐵道第四任總裁，立即開展他的新幹線計劃。
十河信二起用了島秀雄為新幹線計劃總工程師，島秀雄曾在鐵道部任職，在1951年因櫻木町事故而引咎辞职，其父島安次郎曾提倡戰期子彈列車計劃。當時大戰後的日本經濟迅速恢復，而鐵路運輸佔了很重要的地位。1957年，日本內閣批准了建立東京－大阪之間的高速新線，即東海道新幹線。此決議受到當時很多人的反對，認為鐵路是夕陽工業，將會被汽車和飛機取代，但十河信二力排眾議，堅決興建新幹線。根據島秀雄的設計方案，興建新幹線需耗資3,000億日圓（後來更超支至3800億日圓），如此巨大的款項是不可能被國會通過。十河信二為求達到目的，不惜做假帳，聲稱只需約1,972億日圓，且表示能從世界銀行中取得貸款；事實上世界銀行禁止利用貸款進行試驗性投資。後來他成功從世界銀行取得8,000萬美元的貸款（約288億日元），仍不足以支付龐大的建設費。
1959年4月20日，新幹線正式動工，至1963年資金已用完，當時鐵路亦只完成了一半，十河信二因為隱瞞事件而被迫辭職。時任日本首相池田勇人意識到如果貿然停工將帶來國家主權信用等問題，令日本政府被迫動用額外预算完成餘下的工程，於1964年建成並通車。通車的頭一天，十河信二沒有獲邀請出席通車儀式。1969年，他成為西條市首位榮譽市民。1981年10月3日，十河信二因肺炎於東京都澀谷區的國鐵中央鐵道醫院（今 JR東京綜合醫院）病逝，享年97歲。

## 紀念

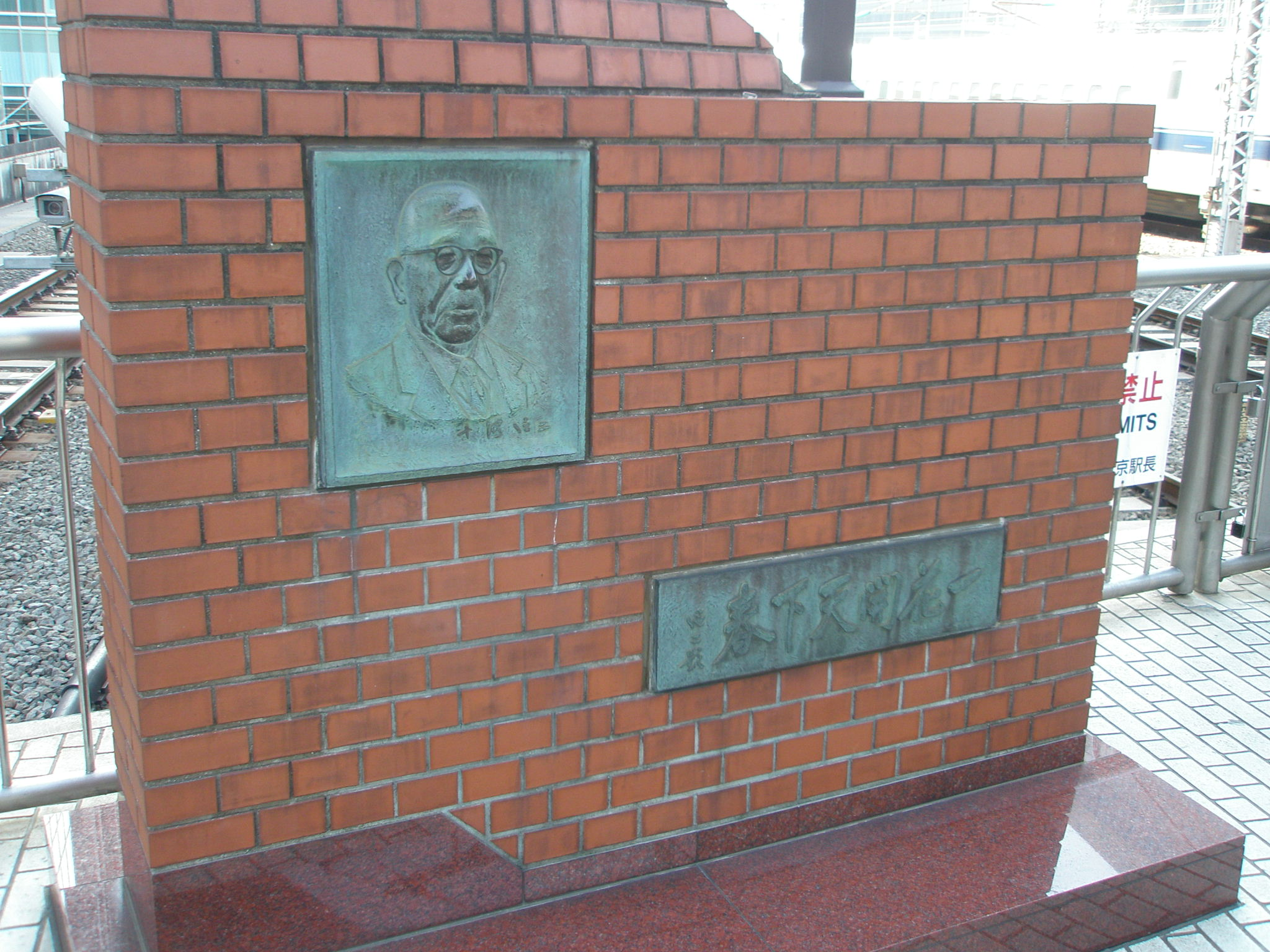
東京車站18、19號月臺的新幹線建設紀念碑

1973年，日本國有鐵道在新幹線東京站的18、19號月台之間設立有他的雕像的「東京車站新幹線建設紀念碑」，上有十河的頭像浮雕、以及其座右銘「一花開天下春」。2007年11月26日，位於愛媛縣西条市JR伊予西条站的「十河信二紀念館」開館，館內展示十河信二的遺物。